# Austin Grossman
Austin Seth Grossman (nacido el 26 de junio de 1969) es un escritor y diseñador de juegos estadounidense. Ha escrito artículos en el New York Times.

## Vida
Grossman nació en Concord, Massachusetts, es hijo de inmigrantes judíos alemanes. Estudió en la Universidad de Harvard y es actualmente un estudiante de posgrado en literatura inglesa en Berkeley. Es el hermano de gemelo del escritor Lev Grossman, hermano del escultor Bathsheba Grossman, hijo del poeta Allen Grossman y la novelista Judith Grossman. Grossman trabaja en Arkane Estudios.
Grossman empezó su carrera en la industria del videojuego al responder a un anuncio en El Boston Globe en mayo de 1992. Desde entonces ha trabajado en estudios como Looking Glass, DreamWorks Interactivo, Ion Storm y Crystal Dynamics. Es actualmente Director de Diseño del Juego Magic Leap.
Es el autor de la novela de superhéroes Muy pronto seré invencible, publicada por Pantheon Books en 2007.  Su segundo libro, YOU fue publicado en abril de 2013. Su tercera novela,  Crooked, salió en julio de 2015.

## Obra

### Libros
- Muy pronto seré invencible (2007)
- YOU: Una Novela (Marcha, 2013)[6]
- Crooked (2015)

### Cuentos
- "Profesor Incognito se Disculpa: un Itemized Lista" en la guía del Científico Loco para la Dominación Mundial (2013)

### Juegos
- Ultima Underworld II: Labyrinth of Worlds (1993)
- System Shock (1994)
- Flight Unlimited (1995)
- Terra Nova: Strike Force Centauri (1996)
- Trespasser (1998)
- Deus Ex (2000)
- Clive Barker's Undying (2001)
- Battle Realms (2001)
- Thief: Deadly Shadows (2004)
- Tomb Raider: Legend (2006)
- Frontlines: Fuel of War (2008)
- Dishonored (2012)